# علم نفس مواجهة الذات
علم نفس مواجهة الذات هو تقنيةٌ لاختبار تعديل سلوك الناس. يمكن أن تدعى هذه العملية بمنهج مواجهة الذات. تعتمد هذه التقنية على المعرفة المتناقضة لدى الناس ورفضهم لقيمتهم ودوافعهم وسلوكياتهم أو لنظامهم الشخصي من أجل خلق تغييرٍ بأن المريض يحتاج تغييرًا. يقوم علم نفس مواجهة الذات على نظريتين هما: نظرية التقدير ونظرية الحوار الذاتي.

## خلفية
مواجهة الذات هي أداة تقييم وتداخل توجهها النظرية التي تركز على الانتباه الخاص لمشاعر الفرد ودوافعه مع استكشاف الذات. يتأثر منهج مواجهة الذات بأعمال جيمس (1890) وميرلو بوني (1945 - 1962) وكذلك بأعمال برونر (1986) وساربين (1986). نُظِّم منهج مواجهة الذات إلى بنية سردية عندما طوّر هيرمانز نظرية التقدير كإطار للبحث في التجارب الشخصية مع مرور الوقت (1987 - 1989). لا تتوافق مواجهة الذات مع طريقةٍ واحدةٍ بل يمكن أن تُستخدم من أجل غاياتٍ مختلفةٍ مثل العلاج النفسي وعلم النفس.

## العملية
منهج مواجهة الذات هو عمليةٌ منطقيةٌ تبحث وتنظّم تقديرات العميل أو المشارك في التجربة، وتشمل طرائقًا يعاد من خلالها ترتيب هذه التقديرات مع مرور الوقت. فُصلت هذه العملية إلى ثلاثة أجزاء هي: 1- توضيح التقدير 2- التصنيف العاطفي 3- التقييم والدمج. أولًا، يحدث تكوين نظام تقدير العميل خلال الاستشارة بين العميل وعالم النفس. تقوم الاستشارة على طرح أسئلةٍ مفتوحةٍ حول التقدير الذاتي للعميل والذي يرجع للماضي والحاضر والمستقبل. في المرحلة الثانية من منهج مواجهة الذات، سيُعطى العميل قائمةً من الأشياء العاطفية المتعلقة بالدوافع الأساسية (الدافع س والدافع أو) ليقيم جودة تقييمه العاطفي. يُعبّر الدافع س عن احترام الذات والقوة والثقة بالنفس، بينما يُعبّر الدافع أو عن الرِقة والاهتمام والحب. في المرحلة الأخيرة، يحدث نقاشٌ عميقٌ بين العميل وعالم النفس. قد تدرك العميلة خلال هذه الاستشارة أنها لم يسبق لها أن استمعت لذاتها أبداً، وقد تقرر أن تولي اهتمامًا لتلك المواقف التي تطيع فيها الآخرين الذين يطلبون منها أن تفكر أو تتصرف بشكلٍ تلقائي. نظريًا، هناك طريقة محددة لمقاربة منهج مواجهة الذات. يُشاهد فرقٌ في العلاقة بين مجموعةٍ متنوعةٍ من أُطر الفرد المُقدرَة خلال مسيرة حياته والدوافع التي تٌشتق وتؤثر بهذه الأطر المُقدرَة والتي لا تكون محددة بوضوح ولا يشعر بها الفرد على نحوٍ جلي. عندما يرى العملاء أي دافعٍ أساسي يؤثر على نظام تقديرهم الخاص، يكسبون إدراكًا عميقًا بهذا النظام. وبالتالي فإن أساس ونقص نظام التقدير بالإضافة لهذه الميزات يمكن أن تُؤثر بصورةٍ عامةٍ على رخاء حياة الفرد. وتعمل بصورةٍ مفيدةٍ لمساعدة العلماء على إدراك الصفات الحقيقة عندما يكونون في وقت تغييرٍ مُرّكَزٍ ما يعني أنهم سيتأثرون بصورةٍ أقل بالظروف الخارجية وسيكون لديهم سيطرةٌ أكبر على حيواتهم.

## نظريات

### نظرية التقييم
طوّر هوبرت جاي. هيرمانز نظرية التقدير، وانطلقت من افتراض الناس بناء معنى إيجابي وأنهم يخلقون ويعيدون تنظيم حيواتهم باستمرار. أحد الميزات الرئيسية لهذه النظرية هي أنه لكل تقديرٍ مكوّنٌ مؤثّرٌ يُعبَّر من خلاله عن الدوافع الأساسية. يشمل ثلاثة مكونات هي: القصة والدافع والإخبار والتي تُشكّل قاعدةً كافيةً لفهم السرد الذاتي وقضايا العاطفية. يعتبر ساربين أحد أكثر مؤيدي المنهج السردي. يعتقد أن القصة أو السرد طريقةٌ تفسح المجال لتنظيم الحبكة والحدث ووصف الوقت والحدث. بالإضافة لذلك، يشرح ساربين أن السرد ينظم قصص الناس الصامتة حول الخيالات وأحلام اليقظة والخطط والذكريات وحتى الحب والكره. العامل المركزي في السرد هو أحداثٌ حقيقيةٌ أو خياليةٌ لا يمكن فهمها إلا في سياق الوقت والمساحة. ينخرط الممثلون الموجهَون مكانيًا بوصفهم كائنات واعيةٍ في مجموعة متنوعة من الأحداث مالئةً القصة. في القصص التي حُكيت، لم يكن فقط الممثلون ذوي أهداف عالمية ومتحفزين بل كان رواة القصة يشعرون بالتحفيز أيضًا.
ضمن نظرية التقدير، يعامل التقدير كوحدة معنى ذات صلة عندما يحكي الناس عن حيواتهم الخاصة مثل ذاكرة عزيزة أو حلمٍ مثيرٍ للاهتمام أو مشكلةٍ صعبة الحل أو استشارة جيدة من صديق. ستُشكَل هذه التقديرات في نظام ويعاد تنظيمها مع مرور الوقت ما يوضح درجة مبادرة المُفسِّر. فكرة النظرية الأساسية هي أن لكل تقدير مكونٌ مؤثّرٌ يعبّر عن الدوافع الأساسية. بناءً على هذه الفرضية، تمسك هذه النظرية بعملية الانعكاس الذاتي ويمكن أن يُعمّق السرد عبر استكشاف صفات قيمة الدافع العاطفي. يُعتبر تفسير هذه المواضيع الأساسية من خلال سردٍ ذاتي أحد الغايات الأساسية لاختبار الذات. بالمقابل، تُرى الذات في نظرية التقدير كعمليةٍ منظمةٍ تشدد على أن كل شخص هو تجربة فريدة لنسق الحياة الذي يصبح سردًا ذاتيًا ذا معنى. ميزات هذه العملية تجذب الانتباه للتجارب الفردية والصفات التاريخية ما يعني أنه على الرغم من أن الناس يعيشون في الحاضر إلا أنهم يتوجهون للماضي أو للمستقبل.

### نظرية الحوار الذاتي
تدمج نظرية الحوار الذاتي مفهومي الذات والحوار معاً للحصول على فهم أعمق للترابط في المجتمع. تشير كلمة <<الذات>> في الحالة الطبيعية لشيءٍ داخلي وتحدث ضمن الفرد نفسه، أما المحادثة فترتبط عادةً بما هو خارجي إذ أنها تتطلب مشاركة شخصين في عملية التواصل. تشير الذات في نظرية الحوار الذاتي لشيء ممتد، هذا يعني أن الأفراد والجماعات في المجتمع يندمجون ضمن المجتمع المصغر للذات. كنتيجة لهذا الامتداد، لا تشمل الذات الوضع الداخلي فقط، لكن الوضع الخارجي أيضاً. ليس فقط الطرف الآخر الحقيقي الذي يوجد خارج الذات، لكن أيضاً الطرف الآخر الخيالي المتأصّل ضمن الذات على أنه الآخر. تفترض نظرية الحوار الذاتي أن النفس ككينونةٍ نفسيةٍ تتألف من أوضاع ذاتية داخلية وخارجية. عندما تسكت بعض هذه الأوضاع ذاتها أو تكبح أوضاعاً أخرى تغلب العلاقات الأحادية. وبالعكس، عندما يجري تعّرف الوضعيات وقبولها بفوارقها وتناوبها، من المستحيل أن يستمر تطوّر العلاقة الحوارية وتجدد نفسها كجزء أساسي من المجتمع.
علاوةً على ذلك، طُوّرت نظرية الحوار الذاتي من قبل ميخائيل باختين عندما قرأ الرواية واستلهم منها وجاء بفكرة الرواية متعددة المعاني. ليس المهم في تعدد المعاني الكاتب بل الشخصية في القصة. يجادل باختين أن الشخصيات ليس مجرد عبيد مطيعين يخدمون نوايا دويستوفيسكي، لكنها مستقلة نسبياً وقد تختلف مع أفكار الكاتب أو تتوافق معها. الأمر كما لو أن دويستوفيسكي دخل روايته وعدّل الشخصيات المختلفة والي شاركت بدورها في عملية القبول أو الرفض. إنها تعبّر عن وجهة نظر العالم المعارض والمختلف لدويستوفيسكي نفسه. إنها نظرية اجتماعية علمية شاملة يشملها التأثير العميق للعولمة في تطور الفرد. المفهوم الأساسي حول التغيير التاريخي في نظرة الواقع الاجتماعي وكيف أثرت هذه التغييرات على الدوافع والمشاعر وحل الصراعات. تشجع العلاقات الحوارية الفرد والشركة والثقافة في الحياة.